# Presidente João Goulart
Presidente João Goulart est un quartier de la ville brésilienne de Santa Maria, Rio Grande do Sul. Le quartier est situé dans district de Sede. Il a été nommé en l'honneur de João Goulart.

## Vilas
Le quartier possède les vilas suivantes : João Goulart, Vila Fredolina, Vila Nova, Vila Operária, Vila Schirmer.